# SIG 716
SIG 716 — семейство стрелкового оружия, разработанное американским подразделением оружейного концерна SIG-Sauer. Является развитием автомата M16, основные отличия — использование в газоотводной системе поршня с коротким ходом вместо прямого газоотвода, а также патронов 7,62 НАТО вместо 5,56×45 мм. Существует как самозарядный (для рынка гражданского и полицейского оружия), так и полностью автоматический вариант. По состоянию на 2010 год идёт подготовка к производству.